# Ipomoea imperati
Ipomoea imperati là một loài thực vật có hoa trong họ Bìm bìm. Loài này được (Vahl) Griseb. mô tả khoa học đầu tiên năm 1866.

## Hình ảnh

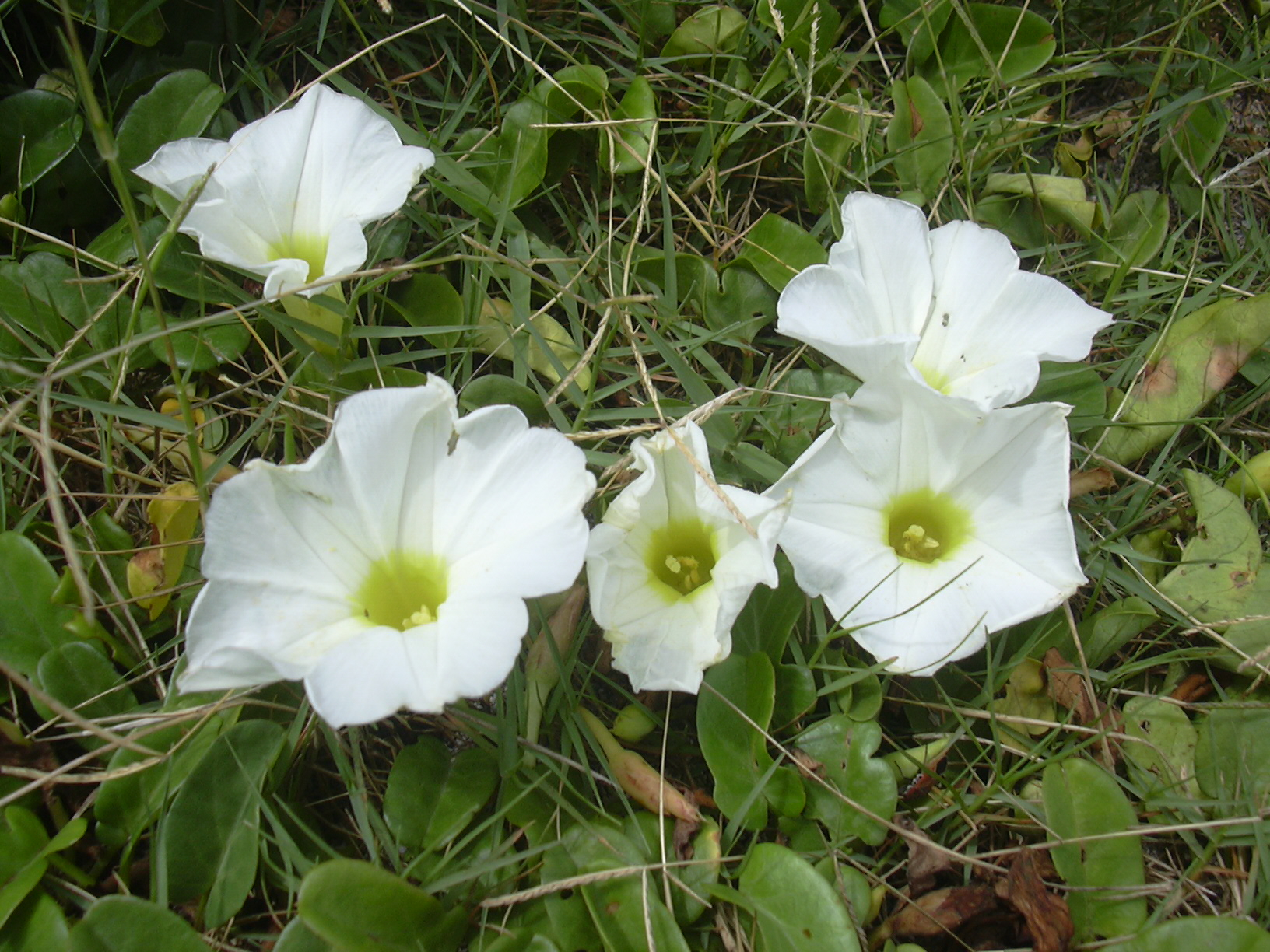
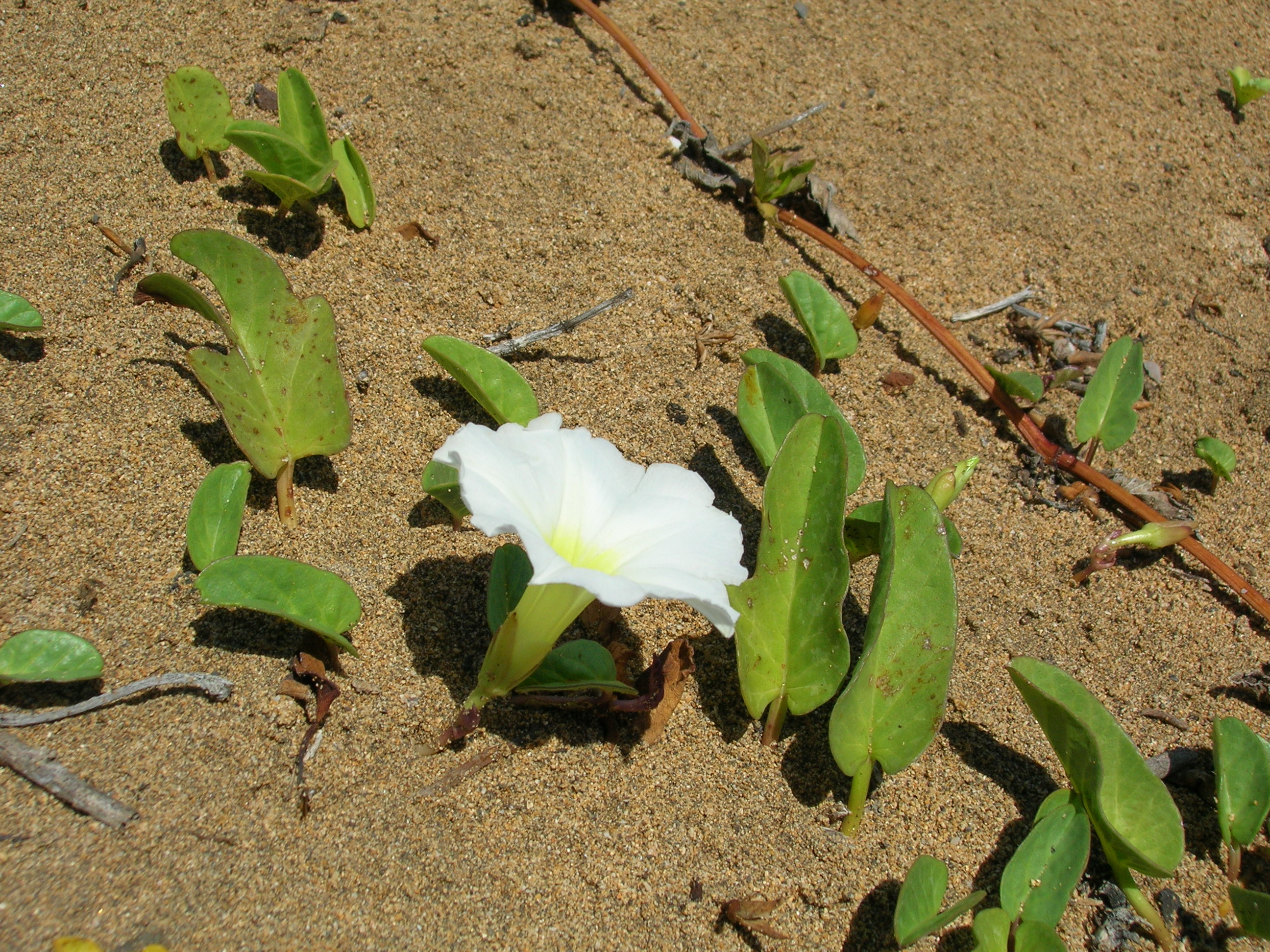
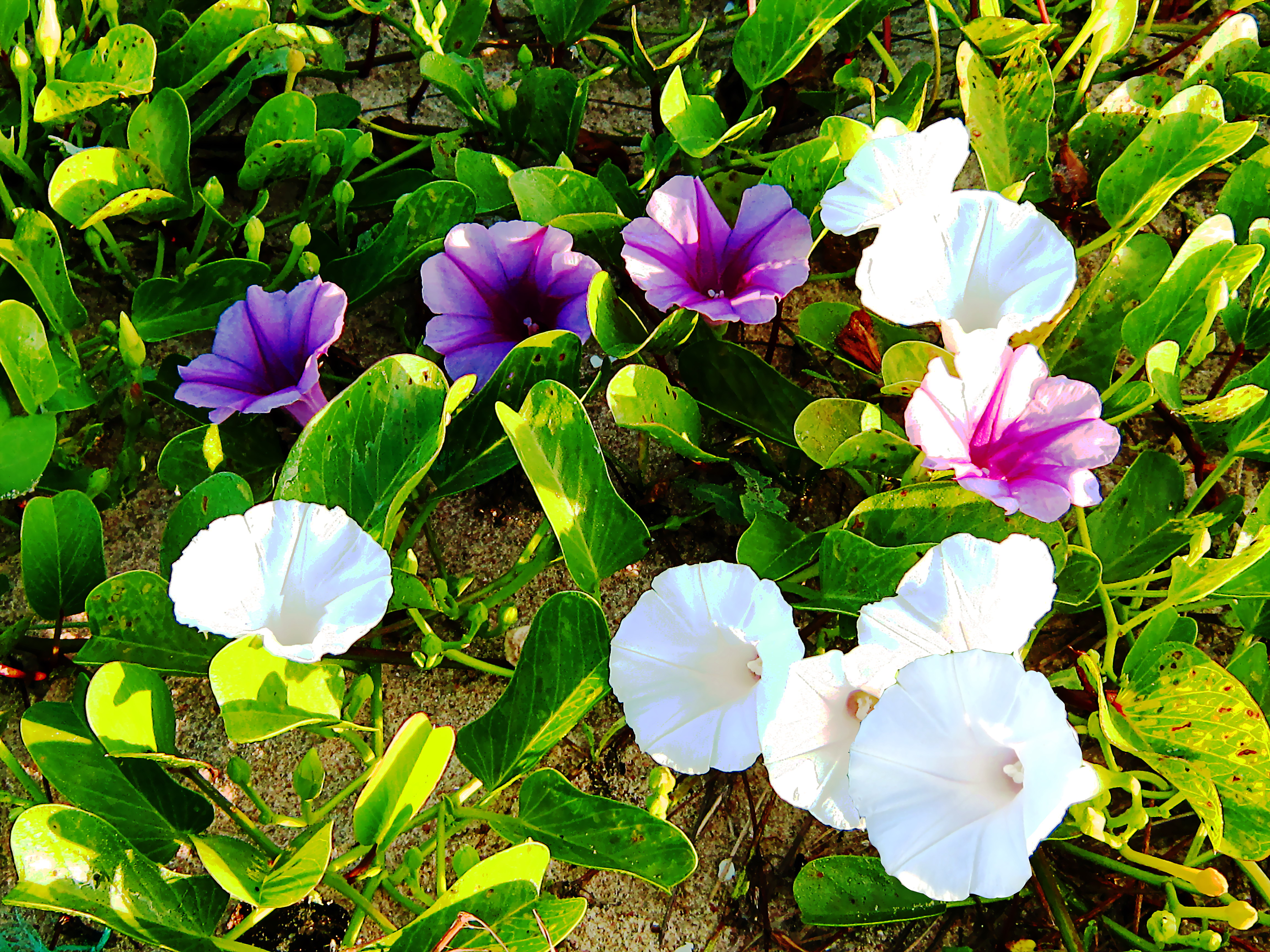
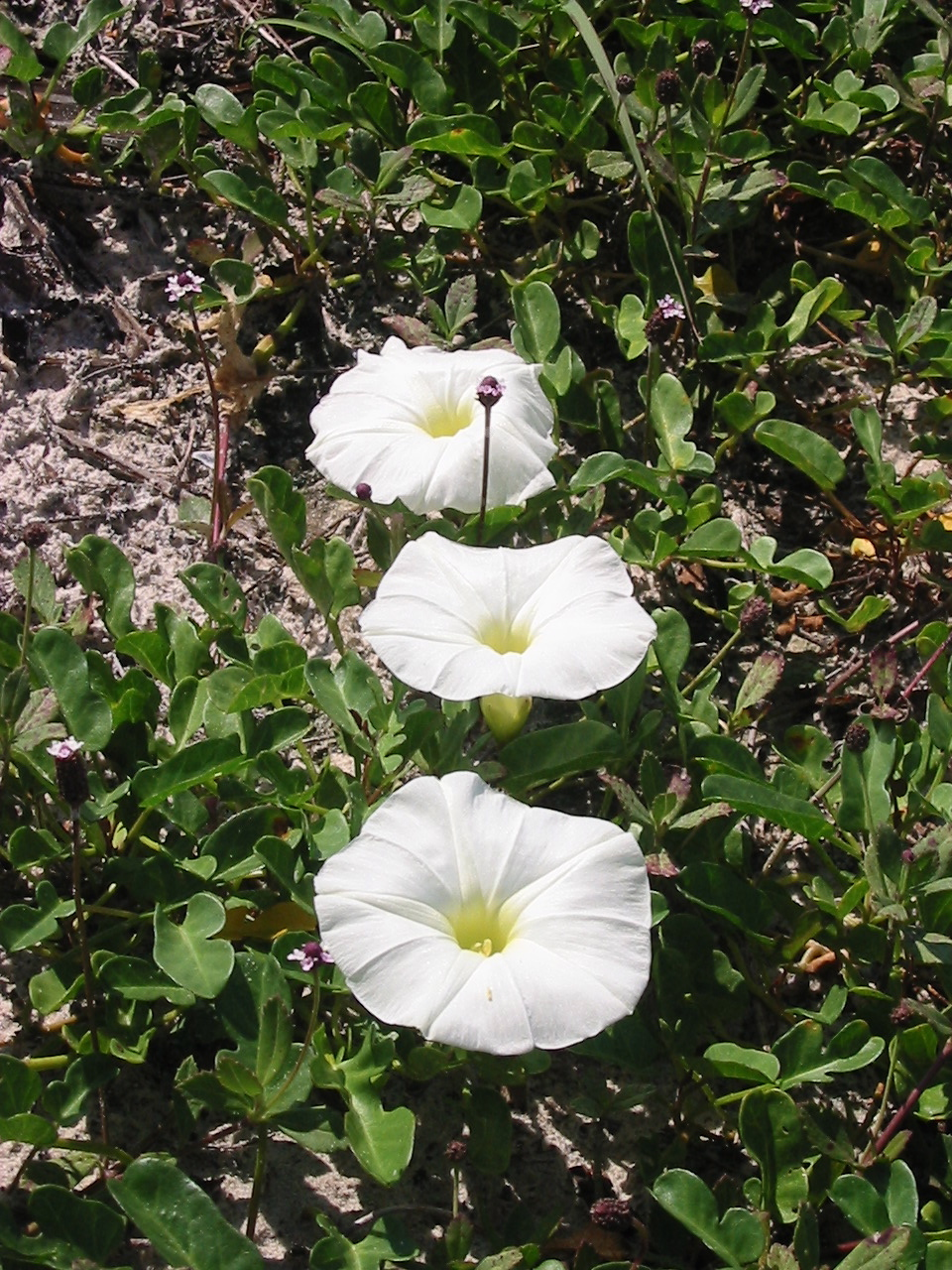